# Halichoeres burekae
Halichoeres burekae là một loài cá biển thuộc chi Halichoeres trong họ Cá bàng chài. Loài này được mô tả lần đầu tiên vào năm 2007.

## Từ nguyên
Từ định danh burekae được đặt theo tên của Joyce Burek, người đầu tiên chụp được bức ảnh của cá đực và đã tặng lại những bức ảnh chụp dưới nước của loài cá này cho khu bảo tồn Flower Garden Banks.

## Phạm vi phân bố và môi trường sống
H. burekae là loài đặc hữu của vịnh México. Loài này chỉ được tìm thấy tại 3 vị trí trong vịnh: rạn san hô ngoài khơi bang Veracruz (México); khu bảo tồn biển quốc gia Flower Garden Banks (Hoa Kỳ); rạn san hô Alacranes (ngoài khơi bán đảo Yucatán).
H. burekae sống gần các rạn san hô ở độ sâu đến ít nhất là 50 m, nhưng thường được bắt gặp ở độ sâu khoảng 24 m trở lại.

## Bị đe dọa
Hệ thống rạn san hô ở Veracruz đang phải hứng chịu những tác động nặng nề từ sự cố tràn dầu hay sự ô nhiễm do kim loại nặng, phân bón và thuốc trừ sâu, cũng như các hoạt động vận chuyển thương mại trực tiếp đi qua các khu bảo tồn biển. Ngược lại, san hô ở Flower Garden Banks vẫn đang ở trong tình trạng bảo tồn khá tốt. Tình trạng của rạn san hô Alacranes tuy chưa được biết rõ nhưng do ở xa bờ nên nhiều khả năng sẽ không bị ảnh hưởng bởi tác động của ô nhiễm.
Ngoài ra, H. burekae còn là một trong những con mồi của loài cá mao tiên, một loài xâm lấn nguy hại ở khu vực Bắc Mỹ. Cá mao tiên ăn những loài cá nhỏ hơn 15 cm, và vì thế mà cá trưởng thành lẫn cá con của H. burekae đều có thể bị chúng "tiêu thụ".
Với hai nguyên do kể trên, H. burekae được xếp vào Loài nguy cấp.

## Mô tả
H. burekae có chiều dài cơ thể lớn nhất được ghi nhận là 9 cm. Cá cái màu hồng cam, trắng hơn ở bụng, vàng hơn ở mõm. Cuống đuôi có một vệt đen nổi bật. Cá đực nhìn chung có màu xanh lam, ửng màu đỏ tía ở lưng. Dọc hai bên lườn có một dải màu vàng. Có cặp đốm đen và xanh lam phía trên gốc vây ngực. Vây lưng màu cam, có viền xanh óng ở rìa và một vệt đen ở các gai. Vây hậu môn có các vệt sọc hồng và xanh lam, cũng được viền xanh óng ở rìa. Đuôi trong mờ, có các vệt sọc màu xanh óng.
Số gai ở vây lưng: 9; Số tia vây ở vây lưng: 11; Số gai ở vây hậu môn: 3; Số tia vây ở vây hậu môn: 12; Số tia vây ở vây ngực: 12–13; Số gai ở vây bụng: 1; Số tia vây ở vây bụng: 5; Số vảy đường bên: 26–27.

## Sinh thái học
Thức ăn của H. burekae chủ yếu là các loài động vật phù du. Khi thực hiện các màn tán tỉnh, cá đực căng rộng và vươn cao vây lưng khi tiếp cận cá cái. Cá đực sử dụng vây đuôi và bơi đuổi theo cá cái theo vòng tròn. Những con cá đực cũng thể hiện tính hiếu chiến với nhau bằng cách căng rộng tấm mang và hàm, cũng như đập liên hồi vây ngực của chúng.